# Chalodeta chaonitis
Chalodeta chaonitis is een vlindersoort uit de familie van de prachtvlinders (Riodinidae), onderfamilie Riodininae.
Chalodeta chaonitis werd in 1866 beschreven door Hewitson.